# Exotica (genre musical)
Pour les articles homonymes, voir Exotica.
Genres associés
Space age pop
Easy listening
L'exotica est un genre musical né aux États-Unis au début des années 1950 et populaire, principalement auprès des Américains suburbains devenus adultes au cours de la Seconde Guerre mondiale, jusqu'au milieu des années 1960. Le genre tire son nom d'un album éponyme du pianiste Martin Denny sorti en 1957. L'exotica se caractérise par des influences musicales puisées dans des cultures d'Océanie, de Polynésie, d'Afrique tribale, des Andes, du bassin amazonien et d'Asie du Sud-Est, principalement par des compositeurs américains. Martin Denny qualifie l'exotica d'« association entre le Pacifique Sud et l'Orient [...] la représentation que beaucoup de personnes se faisaient des îles », il reconnaît tout à fait qu'il s'agit d'une vision « purement imaginaire ». Bien que les mers du Sud fournissent le principal noyau d'influences, l'exotica se nourrit des « impressions musicales » de tous les lieux exotiques rencontrés et imaginés.

## Historique
L'album Ritual of the Savage de Les Baxter sorti en 1952 est régulièrement considéré comme la pierre fondatrice de l'exotica. Cet album mélange une composition orchestrale et des rythmes tribaux imprégnés d'instruments non conventionnels dans l'orchestration occidentale. Se réclamant de l'influence de Maurice Ravel et d'Igor Stravinsky, Baxter poursuit dans ce genre métisse à travers des albums tels que Tamboo! (1956), Caribbean Moonlight (1956), Ports of Pleasure (1957), et The Sacred Idol.
En 1957, Martin Denny reprend le titre Quiet Village issu de Ritual of the Savage : il remplace les cordes par un vibraphone et des chants d'oiseaux exotiques ; cette reprise participe à définir le style « polynésien ». Le morceau atteint la quatrième place du Billboard Hot 100 en juin 1959 ; l'album Exotica monte à la première place du classement. Les compositeurs affiliés à ce genre, tels Arthur Lyman et Juan García Esquivel, profitent bientôt du son stéréophonique pour élargir leur palette musicale.

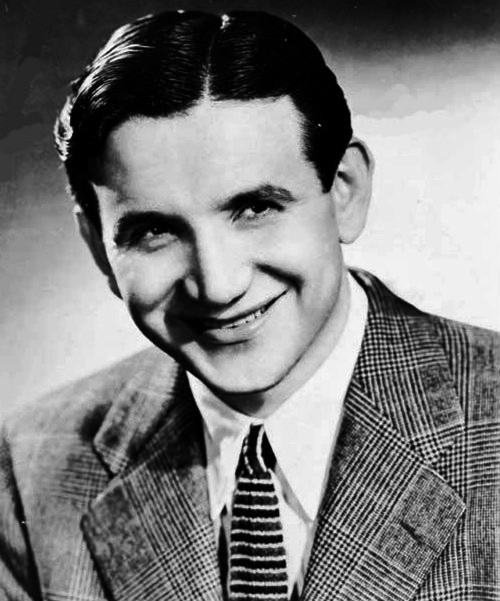
Raymond scott.

Le son particulier de l'exotica repose sur de nombreux instruments : le conga, le bongo, le vibraphone, les gongs indonésien et birman, des instruments en bambou, ainsi que le koto japonais. Les compositions incorporent aussi des bruits rattachés à l'imaginaire de la jungle : des chants d'oiseaux, des feulements, des cris de primates et des grognements. Ces bruits sont bien plus communs que les chants, relativement rares. Les travaux du musicien Raymond Scott, connu pour son implication dans la musique de nombreux dessins animés et ses recherches sur les instruments électroniques, sont parfois considérés comme précurseurs de la dimension bruitiste de l'exotica : Scott cherchait aussi à faire voyager l'auditeur par l'intermédiaire d'instruments et de sons nouveaux.
La popularité de l'exotica à la fin des années 1950, de nombreux albums comportent des reprises de morceaux sortis les années précédentes ; des musiciens, parfois venus de l'easy listening, participent à populariser le genre : Arthur Lyman, Stanley Black, Gerald Fried, Ted Auletta. D'autres albums, comme Pagan Festival Dominic Frontiere, Voodoo de Robert Jackson Drasnin, Africana de Chaino, White Goddess de Frank Hunter, repoussent encore les limites de l'instrumentalisation en s'appuyant sur des sons inhabituels. En 1959, la plupart des labels des principaux majors américains avaient publié au moins un album d'exotica, souvent en « recyclant » un compositeur de jazz ou d'easy listening.
Hawaï rentre dans l'union des États américains en 1959 ; la ferveur autour de l'exotica se réduit assez rapidement aux États-Unis. La réédition de standards du genre en CD au cours des années 1990 a entraîné un léger regain de popularité. L'exotica a influencé certains groupes importants, notamment Air.